# Антинис, Робертас (старший)
Робертас Антинис (лит. Robertas Antinis; 3 декабря 1898, Калдабруня в Иллукстском уезде, Латвия — 19 ноября 1981, Каунас) — литовский скульптор; заслуженный деятель искусства Литовской ССР (1969), народный художник Литовской ССР (1973), лауреат Государственной премии Литовской ССР (1969); отец художника и скульптора Робертаса Антиниса (род. 1946). 

## Биография
В 1921—1922 годах учился на курсах рисования в Каунасе, в 1922—1927 годах — в Каунасской художественной школе (в 1922—1925 годах живописи у Юстинаса Веножинскиса, в 1925—1927 годах скульптуре у Каетонаса Склерюса). Затем, получив государственную стипендию, обучался в Париже в Высшей школе декоративного искусства и в Академии Жюлиана (1928—1933). 
В 1933—1940 годах работал учителем в Таураге, Каунасе. В 1940—1951 годах преподавал в Каунасском институте декоративно-прикладного искусства (действовавшего под разными названиями); доцент (1946). 
Жил в Каунасе, где и умер 19 ноября 1981 года; похоронен на Пятрашюнском кладбище.

## Творчество

«Эгле, королева ужей» (Паланга)

С 1933 года участвовал в выставках в Литве и за рубежом. 
Среди наиболее значительных работ 1920-х — 1930-х годов — памятники монументальных, лаконичных форм: «Mать» (Ширвинтос, 1927; в 1950-х годах снесён, в 1991 году восстановлен сыном скульптором Робертасом Антинисом); памятники Свободе (Кретинга, Биржай; советскими властями уничтожены, в 1990 году восстановлены Р. Антинисом-младшим); памятник Свободе в Рокишкисе (1931). 

Гусляр (Каунас)

Наиболее значительная часть творчества — декоративные скульптуры в Паланге («Эгле, королева ужей», 1958; установлен в 1960 году), Паневежисе («Дударь», 1963; установлен в 1975 году), Каунасе («Гусляр», т. е. „Kanklininkas“, исполнитель на канклес, 1968, установлен в 1975 году; «Борьба», 1970, установлен в 1981 году), Клайпеде («Дружба», установлен в 1981 году). Часть таких декоративных статуй компактных монументальных форм, часть — ажурные и динамичные.
Автор проектов мемориалов в Саласпилсе (1963), Каунасском IX форте (1970). 
Создавал также скульптурные портреты, камерные скульптуры. В своём творчестве сочетал принципы конструктивизма и литовской народной скульптуры. Некоторые произведения созданы вместе с сыном Антинисом-младшим. 
Персональные выставки проходили в Каунасе (1962), Вильнюсе (1963, 1967), Даугавпилсе (1967); совместные с сыном Антинисом-младшим — в Каунасе и Даугавпилсе (1974), Риге (1977). Посмертные выставки состоялись в Каунасе, Рокишкисе (1988), Вильнюсе (1989). Произведения хранятся в Литовском художественном музее в Вильнюсе, Национальном художественном музее имени М. К. Чюрлёниса в Каунасе.

## Награды и звания
- Золотая медаль Всемирной выставки в Париже (1937, за портрет Антанаса Сметоны[1])
- Государственная премия Литовской ССР (1969[3]; по другим сведениям, 1958 за скульптуру «Эгле, королева ужей»[1])
- Заслуженный деятель искусства Литовской ССР (1969)
- Народный художник Литовской ССР (1973)

Сквер скульптур Робертаса Антиниса (Каунас)

## Память
В 1977 году в Каунасе устроен сквер скульптур Антиниса-старшего и его сына Антиниса-младшего. 
2 декабря 1988 года на фасаде дома в Каунасе (аллея Лайсвес 48), в котором в 1944—1972 годах жил скульптор, открыта мемориальная доска (скульптор Робертас Антинис-младший).